# Автоокисление
Автоокисление — процесс окисления органических соединений, самопроизвольно протекающий при их взаимодействии с кислородом воздуха.

## История
Впервые процесс автоокисления бензальдегида в бензойную кислоту был описан химиками Юстусом Либихом и Фридрихом Вёлером в 1832 г. при изучении ими производных «горькоминдального» масла. В дальнейшем аналогичные реакции исследовали Кристиан Фридрих Шёнбейн, предложивший идею «активного кислорода», который образуется в реакциях окисления, Мориц Траубе, обнаруживший в продуктах автоокисления пероксид водорода, и Алексей Николаевич Бах и Карл Освальд Энглер, выдвинувшие концепцию образования пероксидов при окислении неорганических и органических веществ.
В 1927 г. Х. Бёкстрем доказал цепной механизм автоокисления сульфита и бензальдегида, а в 1934 г. он же предложил схему цепного механизма реакции. С 1940-х гг. проводилось изучение механизма реакций автоокисления и его стадий. К 1960-м гг. теория автоокисления была в основном сформирована и подтверждена многочисленными экспериментальными данными.
Также существовали иные теории автоокисления:
- Гидроксиляционная теория Бона
- Теория дегидрирования
- Альдегидная теория

## Механизм реакции автоокисления

Кинетическая кривая накопления продуктов автоокисления

Реакции автоокисления органических соединений протекают по радикально-цепному механизму и включают в себя несколько стадий.

### Зарождение цепей
При нормальных условиях связь C-C органических веществ достаточно устойчива, и зарождение цепей с гомолитическим разрывом этой связи по реакции
{\displaystyle {\mathsf {2RH\rightarrow 2R\cdot +H_{2}}}}
как правило не происходит. Поэтому зарождение цепи возможно с участием кислорода и инициирующих добавок с атакой наиболее слабой C-H связи:
{\displaystyle {\mathsf {RH+O_{2}\rightarrow R\cdot +HO_{2}\cdot }}}
Для легко окисляющихся веществ возможно зарождение цепи по тримолекулярной реакции
{\displaystyle {\mathsf {2RH+O_{2}\rightarrow 2R\cdot +H_{2}O_{2}}}}
Обе эти реакции эндотермичны.
Кинетическая кривая накопления продуктов автоокисления характеризуется длительным периодом индукции, когда в реакционной смеси медленно нарастает концентрация пероксидов, а затем скорость реакции начинает резко возрастать, но потом начинает убывать. Таким образом формируется S-образная кривая.
Процесс автоокисления значительно ускоряется в присутствии радикальных инициаторов (например, пероксидов, азосоединений) либо при воздействии светового либо ионизирующего излучения. Наличие в реакционной среде металлов переменной валентности также ускоряет начало процесс автоокисления. В этом случае период индукции уменьшается.

### Развитие цепей
Реакция присоединения молекулы кислорода к образовавшемуся углеводородному радикалу с образованием пероксидного радикала протекает в диффузионном режиме:
{\displaystyle {\mathsf {R\cdot +O_{2}\rightarrow ROO\cdot }}}
В то же время реакция развития цепи с образованием гидропероксида
{\displaystyle {\mathsf {ROO\cdot +RH\rightarrow ROOH+R\cdot }}}
является лимитирующей. Реакция ускоряется в полярных растворителях вследствие сольватации пероксидных радикалов и переходного состояния и в ароматических растворителях вследствие образования донорно-акцепторных комплексов.
Пероксидный радикал может атаковать как соседнюю молекулу углеводорода, так и C-H связь своей молекулы. В последнем случае образуются двухатомные гидропероксиды.
В случае наличия в молекуле углеводорода двойной C=C связи пероксидный радикал может присоединиться к ней, и тогда образуются полимерные пероксиды

### Вырожденное разветвление цепей
Образовавшиеся гидропероксиды могут подвергаться гомолитическому распаду по O-O связи с образованием двух радикалов:
{\displaystyle {\mathsf {ROOH\rightarrow RO\cdot +HO\cdot }}}
Данный процесс называется вырожденным разветвлением цепи и приводит к ускорению процесса окисления:
{\displaystyle {\mathsf {RO\cdot +RH\rightarrow R\cdot +ROH}}}
{\displaystyle {\mathsf {HO\cdot +RH\rightarrow R\cdot +H_{2}O}}}
Протекают также другие реакции вырожденного разветвления цепей:
{\displaystyle {\mathsf {ROOH+RH\rightarrow RO\cdot +H_{2}O+R\cdot }}}
{\displaystyle {\mathsf {2ROOH\rightarrow RO_{2}\cdot +RO\cdot +H_{2}O}}}
{\displaystyle {\mathsf {ROOH+ROH\rightarrow 2RO\cdot +H_{2}O}}}

### Обрыв цепи
Для обрыва цепи в жидкофазном окислении углеводородов необходима рекомбинация активных радикалов. Как правило, протекают три типа реакций рекомбинации (квадратичный обрыв) с образованием молекулярных продуктов:
{\displaystyle {\mathsf {R\cdot +R\cdot \rightarrow P}}}
{\displaystyle {\mathsf {R\cdot +RO_{2}\cdot \rightarrow P}}}
{\displaystyle {\mathsf {RO_{2}\cdot +RO_{2}\cdot \rightarrow P}}}
При большом содержании кислорода в системе обрыв цепи проходит преимущественно по последней реакции.

### Влияние катализаторов
Жидкофазное автоокисление углеводородов ускоряется в присутствии ионов металлов переменной валентности в связи с тем, что они катализируют разложение гидропероксидов (цикл Габера — Вейса):
{\displaystyle {\mathsf {ROOH+Me^{2+}\rightarrow RO\cdot +Me^{3+}+OH^{-}}}}
{\displaystyle {\mathsf {ROOH{\xrightarrow[{}]{Me^{2+}}}RO_{2}\cdot +H^{+}}}}
{\displaystyle {\mathsf {Me^{3+}{\xrightarrow[{}]{[H]}}Me^{2+}}}}
Скорость этих окислительно-восстановительных реакций выше, чем реакция гидропероксидов с C-H и π-C-C связями алкенов, что и ускоряет процесс автоокисления. Образовавшиеся ионы металлов в высоких степенях окисления восстанавливаются продуктами реакции (спиртами, альдегидами и др.).
Ионы ряда металлов (кобальта, марганца, церия) катализируют гомолитический распад гидропероксидов с очень большим выходом (до 100 %), другие металлы (ванадий, хром, молибден) вызывают разложение гидропероксидов по гетеролитическому механизму без образования радикалов.

### Влияние ингибиторов
Введение ингибиторов позволяет существенно замедлить радикально-цепные процессы. Применительно к реакциям автоокисления углеводородов по механизму действия ингибиторы подразделяются на 3 класса:
Ингибиторы, взаимодействующие с пероксидными радикалами
К таким ингибиторам относятся фенолы, ароматические амины, аминофенолы, гидроксиламины, а также полициклические ароматические углеводороды. Эти вещества способны обрывать 2 цепи цепного процесса с образованием малоактивного радикала и молекулярных продуктов:
{\displaystyle {\mathsf {InH+RO_{2}\cdot \rightarrow ROOH+In\cdot }}}
{\displaystyle {\mathsf {In\cdot +RO_{2}\cdot \rightarrow P}}}
Ингибиторы, взаимодействующие с алкильными радикалами
Такими ингибиторами служат хиноны, нитроксильные радикалы, иод:
{\displaystyle {\mathsf {R_{2}NO+R_{1}\cdot \rightarrow R_{2}NOR_{1}}}}
{\displaystyle {\mathsf {R\cdot +I_{2}\rightarrow RI+I\cdot }}}
{\displaystyle {\mathsf {R\cdot +I\cdot \rightarrow RI}}}
Ингибиторы, реагирующие с гидропероксидами
Скорость реакции автоокисления углеводородов возрастает при увеличении в них концентрации гидропероксидов, поэтому при добавлении веществ, реагирующих с гидропероксидами (например, сульфидов, дисульфиды) с образованием молекулярных продуктов, процессы автоокисления существенно замедляются:
{\displaystyle {\mathsf {R_{1}OOH+R_{2}S\rightarrow R_{1}OH+R_{2}SO}}}
{\displaystyle {\mathsf {R_{1}OOH+RSSR\rightarrow R_{1}OH+RS(O)SR}}}
Ингибирования процессов автоокисления удаётся добиться при добавлении комплексообразователей, дезактивирующих металлы вследствие образования прочных комплексов, например, диаминов и оксикислот.

## Продукты реакции
Состав продуктов реакции автоокисления зависит от строения исходного углеводорода. Основными продуктами реакции являются пероксид водорода, органические гидропероксиды и пероксиды различного состава, а также продукты их распада — спирты, гликоли, альдегиды, кетоспирты, кетоны, карбоновые кислоты, оксикислоты, вода и др., а также продукты распада углеводородов с разрывом C-C связей. При наличии в молекулах органических соединений других функциональных групп образуются также продукты их окисления, например, органические сульфиды превращаются в соответствующие сульфоксиды и сульфоны, алкены — в эпоксиды (оксираны). Накопление в реакционной массе продуктов окисления, являющихся ингибиторами окисления, при степени превращения 40-50 % приводит к самоторможению процесса автоокисления.

## Самовозгорание углеводородов
При большой площади соприкосновения с воздухом углеводороды (масла, жиры, олифы) способны самовоспламеняться вследствие протекания экзотермических процессов автоокисления. Так, в случае хранения пропитанных маслом ваты, ветоши, пористых материалов таким образом, чтобы поверхность окисления была больше поверхности теплоотдачи, они постепенно разогреваются и самовоспламеняются. Индукционный период составляет от нескольких часов до несколько дней. В присутствии солей марганца, свинца, кобальта (входят в состав сиккативов) индукционный период заметно сокращается. Это обусловливает особые требования к пожарной безопасности при хранении промасленной ветоши.